# 야마구치촌 (사이타마현)
야마구치촌(山口村)은 사이타마현 이루마군에 존재했던 촌이다. 

## 지리
- 현재의 도코로자와시 남서부에 해당한다.

### 철도
- 무사시노 철도 (현재의 세이부 철도)
  - 야마구치선 (현재의 세이부 사야마선)

## 역사
- 1889년 4월 1일 - 정촌제 시행에 수반해 야마구치촌, 가미야마구치촌, 소라쿠지촌이 성립해, 야마구치노조촌이 되었다.
- 1891년 6월 1일 - 야마구치 조합촌 내의 야마구치촌, 가미야마구치촌, 소라쿠지촌과 합병해, 야마구치촌이 성립하였다.
- 1943년 4월 1일 - 도코로자와정, 고테사시촌, 마쓰이촌, 아즈마촌, 도미오카촌과 합병해, 새로운 도코로자와정이 성립하여, 동일 야마구치촌은 폐지되었다.